# Hiperbúlia
En psicologia, la hiperbúlia defineix una alteració de l'activitat voluntària, i més concretament de la seva fase preliminar, on apareix pertorbat el desig o la decisió de dur a terme una acció establint-se una «voluntat exagerada d'obrar»
Tot acte voluntari, en la seva complexitat, comprèn dues parts fonamentals: la primera és el període d'elaboració conscient de l'acte, des de la iniciació del desig fins a la decisió voluntària. Anomenada acció implícita o conació. La segona correspon a l'execució de l'acte o acció explícita.
Dins les alteracions en l'acció implícita de l'acte voluntari, i des d'un punt de vista quantitatiu, s'estableixen tres categories: l'abúlia (pèrdua o afebliment de la voluntat), hipobúlia (feblesa o debilitació de la voluntat) i la hiperbúlia. Aquesta última es caracteritza per un augment de l'activitat voluntària, amb el qual s'obté major eficàcia i rendiment en les accions. Així considerada, la hiperbúlia és normal i caracteritza els subjectes emprenedors i lluitadors. La hiperbúlia només és patològica quan engendra actes inadequats a les normes de convivència: a l'excitació maníaca, i en els delirants.